# Кезон Дуилий
Вижте пояснителната страница за други личности с името Кезон Дуилий.
Кезон Дуилий (на латински: Caeso Duilius; K. Duilius) e политик на Римската република през 4 век пр.н.е. Произлиза от плебейската фамилия Дуилии.
През 336 пр.н.е. той е консул с Луций Папирий Крас. Кезон Дуилий е първият консул на фамилията и е съосновател на колония в южноиталианския Калес.